# Пульсоксиметр

Пульсоксиметр на пальці, що показує насиченість киснем та частоту серцевих скорочень (модель 2014 року)

Наручний пульсоксиметр (модель 2011 р.)

Пульсоксиметр — медично-діагностичний прилад для вимірювання рівня сатурації кисню в капілярній крові (оксигенації).
Існує чимало патологій, що супроводжуються гіпоксією (нестачею кисню в організмі, наприклад у крові — гіпоксемією). У таких випадках моніторинг сатурації необхідний постійно.

## Історія
У 1847 році Верорд виявив ефект зміни інтенсивності потоку червоного світла, що проходить крізь кисть, якщо накладати артеріальний джгут.
Проте лише у 1935 році Карл Метес (Karl Matthes, 1905—1962) у Ляйпцігу створив перший прототип медичного приладу, вимірювач насиченості вуха {\displaystyle {\ce {O_2}}} з двома хвилями: червоними та зеленими фільтрами (пізніше червоними та інфрачервоними фільтрами).
У 1940 році — вдала модель «оксиметра» для пілотів створена Гленом Міллікеном (Glenn Allan Millikan, 1906—1947) у Кембріджі.
У 1949 р. Вуд (Wood) додав капсулу тиску для вичавлювання крові з вуха, щоб отримати абсолютне значення насичення {\displaystyle {\ce {O_2}}} при повторному надходженні крові. Концепція подібна до сучасної пульсоксиметрії, проте її було важко реалізувати через нестабільні фотоелементи та джерела світла; сьогодні цей метод не застосовується клінічно. У 1964 році Шев (Shaw) зібрав перший вушний оксиметр з абсолютними показниками, який використовував вісім довжин хвиль світла.
Перші оксиметри були неймовірно громіздкими і могли викликати опік шкіри. Не було мікроелектроніки та мініатюрних джерел відповідного світла. Через наявність світлових фільтрів необхідно було калібрувати пристрій при кожному використанні.
Науковці і медики прекрасно усвідомлювали важливість даного приладу, особливо у медицині:
|  | Звичайно, можливо, що коли-небудь створять монітор для виявлення артеріальної десатурації, але в зв'язку із серйозними практичними проблемами розробка такого пристрою в наш час здається справою неймовірною |

Імпульсна оксиметрія була розроблена в 1972 році біоінженерами Такуо Аоягі (Takuo Aoyagi) та Мічіо Кіші (Michio Kishi) в Nihon Kohden, використовуючи співвідношення поглинання червоного та інфрачервоного світла пульсуючих компонентів у місці вимірювання. Хірург Сусуму Накадзіма (Susumu Nakajima) та його співробітники вперше випробували пристрій у пацієнтів, повідомивши про це в 1975 році, було випущено NIHON KOHDEN пульсоксиметр OLV-5100. В той же час, в Японії Minolta випустила пульсоксиметр Oximet MET-1471. Проте, прилади все ще працювали на світлофільтрах.
Скотт Віллбер (американець) опираючись на розробки Такуо Аоягі, застосував замість світлофільтрів і ламп відповідні світлодіоди та мікропроцесор для аналізу даних, запатентував власний алгоритм оцінки результатів дослідження. Компанія Biox комерціалізувала проект у 1980 році, та почала виготовляти прототип сучасного пульсоксиметра. Після цієї події, невдовзі, Biox була поглинута корпорацією Ohmeda (США), яку в свою чергу поглинула Datex (Фінляндія) — утворивши Datex-Ohmeda. Datex, як підрозділ великої корпорації, мав і має інтереси у сфері медичного приладобудування. Так, ще у 1975 році у Datex випустили перший відносно компактний газоаналізатор викиду {\displaystyle {\ce {CO_2}}} для анестезіологічного забезпечення.
У 1995 році компанія Masimo представила технологію вилучення сигналів (англ. Signal Extraction Technology,SET), яка дозволяє точно вимірювати дані  під час руху пацієнта та низьку перфузію, відокремлюючи артеріальний сигнал від венозного та інших сигналів, розроблено було також алгоритм уникнення помилки сигналу тривоги.

## Види
За розташуванням датчиків відносно крові пацієнта:
- інвазивний
- неінвазивний

За можливістю пересувати прилад:
- стаціонарний
- переносний (мобільний)

За віком пацієнтів:
- дорослий
- дитячий

За місцем розташування джерела світла та датчика:
- на палець
- на вухо
- на руку, ногу (тканинна[9]) (неонатологія)

Також існують побутові (у тому числі смарт-годинники з функцією пульсоксиметрії) та професійні пульсоксиметри.
Побутова група пристроїв має похибки у показниках та непридатна для клінічного використання чи спостереження, особливо при раптових змінах.
На 2020 рік в Україні не існувало чіткого розмежування приладів на професійні та побутові щодо технічно-законодавчого рівня.

## Пульсоксиметрія
Процес визначення сатурації кисню крові та частоти пульсу за допомогою пульсоксиметра називають пульсоксиметрією.
Види пульсоксиметрії: неінвазивна (непряма) та інвазивна (пряма).
Неінвазивна набула широкого розповсюдження в медицині за рахунок простоти, швидкості, зручності.
При виконанні пульсоксиметрії потрібно суворо дотримуватись, як технічних вимог, так і медичних. Зокрема, дотримуватись правил асептики та антисептики (датчики один, а пацієнти чи постраждалі різні).

## Принцип дії
За принципом дії пульсоксиметри є:

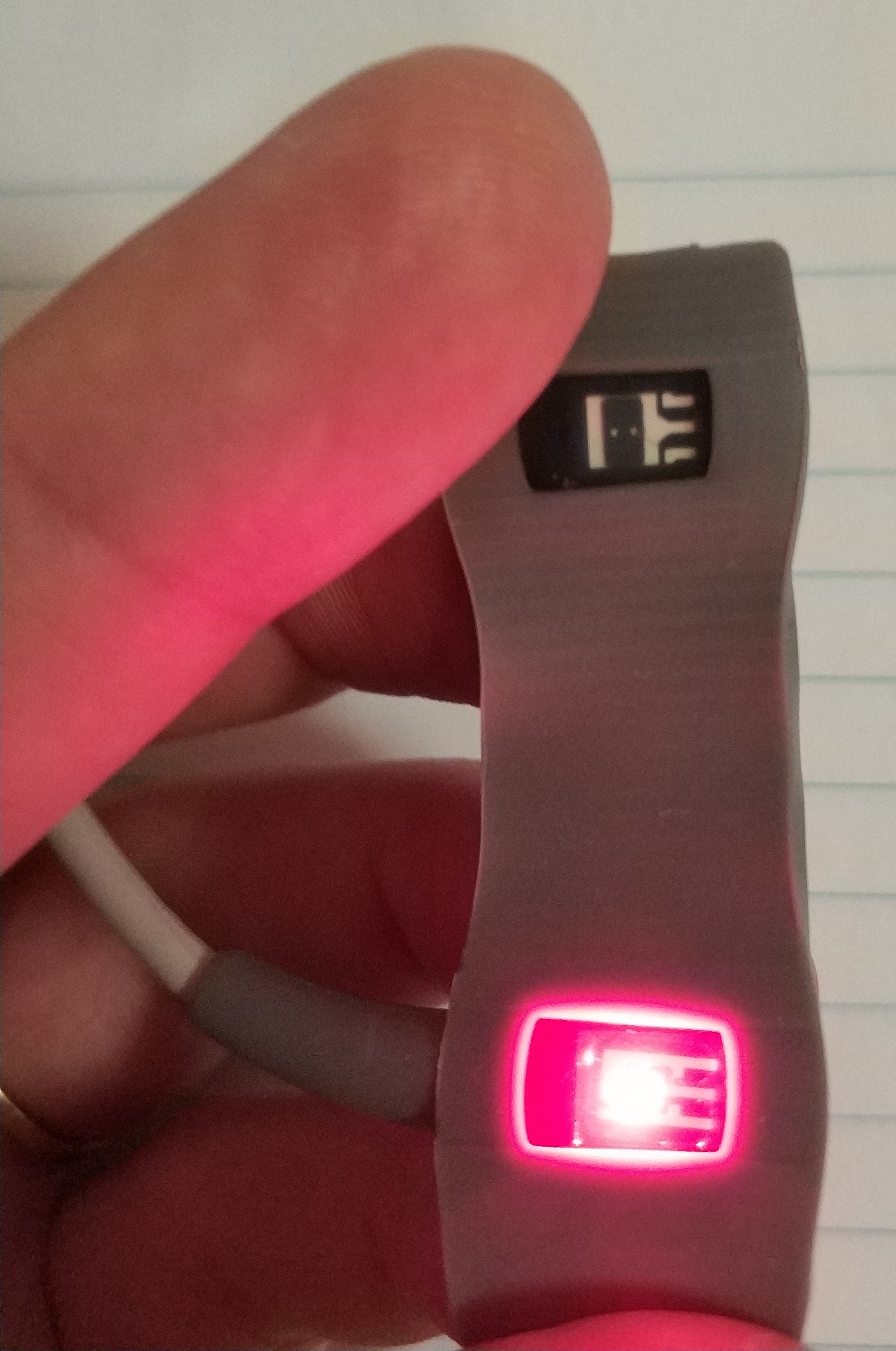
Внутрішня сторона пульсоксиметра

- фотометричні ("пропускаючі", "трансмісивні")
- відбивальні ("відбиваючі")

Непряма відбивальна пульсоксиметрія не набула широкого розповсюдження, так як є технічно складнішою, а отже і вартіснішою. Також цей метод має обмеження (наприклад, при венозному застої реєструватиметься як артеріальна так і венозна пульсація, що приведе до зміни показників сатурації артеріальної крові).
При інвазивній пульсоксиметрії (інвазивний моніторинг пацієнта) аналізується безпосередній газовий склад крові у місці введення датчика у судинне русло, також реєструються інші показники (наприклад АТ, системний судинний опір, серцевий викид, серцевий індекс, ударний об'єм)
При непрямій фотометричній пульсоксиметрії аналізується не безпосередній газовий склад крові, а її фізичні властивості щодо здатності пропускати певну кількість світла в залежності від насичення гемоглобіну еритроцитів киснем, на основі яких пристрій видає ймовірні дані.
Прилад має периферійний датчик, у якому знаходиться джерело світла. Світло, що проходить крізь капіляри тканин до фотодетектора, частково поглинається тканинами та кров'ю. Ступінь поглинання залежить від насиченості гемоглобіну киснем. Фотодетектор реєструє зміну кольору крові у залежності від цього показника.
Сам датчик фіксується на пальці (найчастіше вказівному) з двох сторін (обтискає) або на зовнішнє вухо (потрібен інший датчик) теж з двох сторін.
Якщо пристрій портативний, датчик і пристрій знаходяться в одному корпусі, на його невеличкому екрані будуть відображатись показники (доки дозволить режим автономної роботи).
У стаціонарному пристрої датчик, після фіксації на пацієнтові, необхідно під'єднати з допомогою спеціального дротового з'єднання, та налаштувати режим роботи.
Мобільні, та особливо побутові мобільні, пульсоксиметри мають діапазон похибокзалежно насамперед від ЧСС та рівня заряду елементів, що живлять пристрій.
Вушний датчик швидше виявляє зміни у порівнянні із датчиком на пальці.

## Застосування
- діагностичний елемент невідкладних станів при наданні ЕМД[16]
- анестезіологія і реанімація
- оцінка функції дихальної системи
- хронічна обструктивна хвороба легень
- саркоїдоз
- туберкульоз
- covid-19[17]

З 2007 року моніторинг насичення киснем крові рекомендований ВООЗ усім пацієнтам під час оперативних втручань. 
У 2011 році експертна робоча група рекомендувала скринінг новонароджених за допомогою пульсоксиметрії для збільшення виявлення критичних природжених вад серця (англ. CCHD)

## Обмеження
- Інерційність (відставання при змінах — пристрій швидше виявляє зміни, а ніж появляться клінічні ознаки, проте не відразу може виявити зміни які наростають чи уже відбулись в організмі. Наприклад, при  отруєннях чадним газом. Гемоглобін має більш високу спорідненість до окису вуглецю, ніж до кисню, і можуть бути високі показники, незважаючи на те, що пацієнт насправді у стані гіпоксемії. Ця неточність може затримати розпізнавання гіпоксії (низький рівень клітинного кисню))
- При порушеннях мікроциркуляції, дані можуть критично відрізнятись від реальних (наприклад, холодні руки, системні ангіопатії)
- При захворюваннях нігтів, що ведуть до порушення прозорості та зміни кольору нігтів, показники можуть бути недостовірними
- Не можливо застосувати у пацієнтів чи постраждалих з травмованими пальцями кінцівок, вух (опіки, травматичні ампутації, синдром тривалого стиснення)
- Лак на нігтях, гелеві нігті (деякі види лаку для нігтів здатні критично змінювати дані пульсоксиметрії)
- Метгемоглобінемія характерно спотворює показники пульсоксиметрії
- Отруєння ціанідами дає високі показники, оскільки зменшує вилучення кисню з артеріальної крові. У цьому випадку визначення не є хибними, оскільки при ранніх отруєннях ціанідами насичення кисню у артеріальній крові справді високе.
- ХОЗЛ (особливо хронічний бронхіт) може спричинити помилкові показники[20]
- Інтенсивне яскраве світло, тремтіння інші інтенсивні рухи[21]
- Колір шкіри пацієнта[22]

## Додаткові можливості

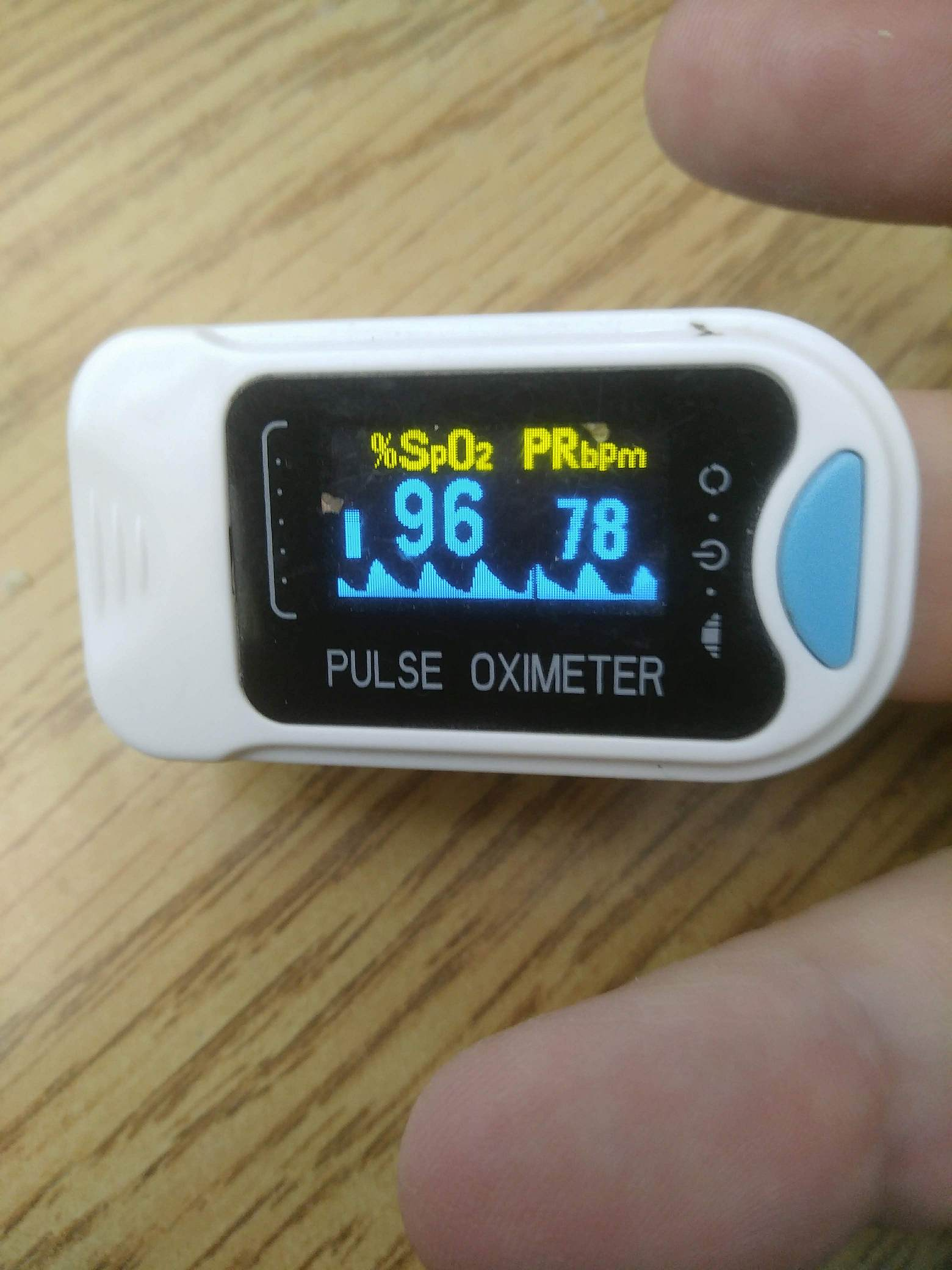
Пальцевий пульсоксиметр відображає додатково динамічну криву плетизмограми («сині хвильки»)

Є пульсоксиметри які додатково реєструють дані для відображення на моніторі: фотоплетизмограми, температури шкіри (в місці накладання датчика), індекс наповнення (обчисляється математично), індекс перфузії.
Налаштування сигналів тривоги для вибраних меж: {\displaystyle {\ce {SpO_2}}} та частоти пульсу.
Також у більшості пристроїв реалізований додатковий «механізм» економії електроенергії — в проміжку 5-10 сек при відсутності реєстрації даних, пристрій автоматично вимикається.